# Windows 96 Nashville
Windows Nashville — кодовое имя версии операционной системы Windows, которая должна была быть выпущена между Windows 95 и Windows 98. 
Предполагалась как система с полной интеграцией Internet Explorer в проводник Windows основанной на web-технологиях того времени. Изначально проектировалась, как новая версия Windows, но в конце концов была представлена как IE 4.0 с функцией Active Desktop для Windows 95 и NT 4.0 (Функция Active Desktop позволяла использовать веб-страницу в качестве рисунка рабочего стола). Впоследствии проект был отменён, а все наработки были перенесены в Windows 98. Изначально планируемый, как крупный релиз, проект Windows Nashville в итоге был свернут, а вместо него выпущен Windows 95 OSR2.
Для коллекционеров в сети можно найти сборку 4.10.999.
Изменения и нововведения: эффект подсветки всех надписей в меню, иконок и папок в Проводнике; анимация меню; анимация раскрытия папок в Проводнике, что было на тот момент для Microsoft довольно революционным. Также было предложение настроить доступ к серверу Microsoft Exchange.